# Сом, Шерри
Шерри Сом (англ. Sherri Saum; род. 1 октября 1974, Дейтон, Огайо) — американская актриса, известная по роли Ванессы Харт, местного репортера в мыльной опере «Любовь и тайны Сансет Бич», а также Кери Рейнолдс в мыльной опере «Одна жизнь, чтобы жить».

## Биография
Шерри Сом родилась 1 октября 1974 года в Дейтоне, Огайо, США в семье отца-афроамериканца и матери-немки. Детство провела в родном штате, где окончила Высшую школу. Ещё в школе она начала изучать драматургию и играть в постановках. В 18 лет она перебралась в Нью-Йорк. Там она продолжила учёбу по специальности «психология», подписала контракт с одним из модельных агентств, снимаясь для каталогов и журналов. Карьера модели пересекалась с карьерой актрисы — первые шаги Сом делала, снимаясь в музыкальных клипах, и в эпизодах фильмов. Так, к примеру, в 1993 году она получила небольшую роль в мелодраме «Непристойное предложение», хотя в титрах к фильму не значилась.
В 1997 году Сом попала на пробы в мыльную оперу «Любовь и тайны Сансет Бич». Там она познакомилась с Тимоти Адамсом, своим будущим коллегой по съемочной площадке. Выяснилось, что они живут практически по соседству, имеют несколько общих друзей, оба работают моделями, но прежде никогда не встречали друг друга. Позже, когда съемки шли полным ходом, дружба двух актёров переросла в нечто большее — пара начала встречаться. Сом получила роль Ванессы, начинающего и порой агрессивного репортера местной газеты. Тимоти Адамс получил роль Кейси, местного пляжного спасателя. Совместные сцены между их героями были редкими, и позже Шерри признавалась, что с удовольствием бы поменялась ролью с актрисой Келли Ху, чей персонаж был более близок к герою Адамса по сюжету.
В 2001 году на съемках мыльной оперы «Одна жизнь, чтобы жить» Сом познакомилась с коллегой по цеху — актёром Камаром Де Лос Рейс, пуэрториканцом по происхождению, за которого вскоре вышла замуж. Сом — частый гость сериалов, среди которых «Закон и порядок: Преступное намерение», «Место преступления: Майами», «Сплетница», «Герои», «Мемфис Бит», «Обмани меня», «Следствие по телу» и другие.
Сом играет главную роль в сериале «Фостеры», рассказывающем об однополой паре и их детях, в 2013 году.

## Личная жизнь
19 мая 2007 года Сом вышла замуж за актёра Камара де лос Рейеса. 13 мая 2014 года у супругов родились сыновья-близнецы — Джон Рубен де лос Рейес и Майкл Луис де лос Рейес. 24 декабря 2023 года де лос Рейес умер от рака в Лос-Анджелесе в возрасте 56 лет.

## Избранная фильмография
| Год       |     | Русское название                        | Оригинальное название                          | Роль                 |
| --------- | --- | --------------------------------------- | ---------------------------------------------- | -------------------- |
| 1997—1999 | с   | Любовь и тайны Сансет Бич               | Sunset Beach                                   | Ванесса Харт         |
| 1999—2001 | с   | Нищие и выбирающие                      | Beggars and Choosers                           | Кэсси Леннокс        |
| 2000      | с   | Подруги                                 | Girlfriends                                    | Анжела Андерсон      |
| 2001      | с   | Зачарованные                            | Charmed                                        | Ариэль               |
| 2001—2003 | с   | Одну жизнь прожить                      | One Life to Live                               | Кери Рейнолдс        |
| 2003      | ф   | Энн Б. Реал                             | Anne B. Real                                   | Джанет Гименз        |
| 2003      | ф   | В поисках дома                          | Finding Home                                   | Кэндис               |
| 2005      | ф   | Любовь и самоубийство                   | Love and Suicide                               | Джорджина            |
| 2005      | с   | Закон и порядок: Суд присяжных          | Law & Order: Trial by Jury                     | Тиффани Джексон      |
| 2006      | с   | Обезьянья любовь                        | Love Monkey                                    | Дария                |
| 2006      | с   | Закон и порядок: Преступное намерение   | Law & Order: Criminal Intent                   | Lydia Wyatt          |
| 2006      | с   | Дрифт                                   | Drift                                          | Луна                 |
| 2006—2007 | с   | Спаси меня                              | Rescue Me                                      | Натали               |
| 2007      | с   | Армейские жены                          | Army Wives                                     | Ванесса Келсинг      |
| 2009      | с   | Лечение                                 | In Treatment                                   | Бэсс                 |
| 2009      | тф  | Относительно незнакомец                 | Relative Stranger                              | Николь Тейт          |
| 2009      | с   | Место преступления: Майами              | CSI: Miami                                     | Карен Баллард        |
| 2009—2010 | с   | Сплетница                               | Gossip Girl                                    | Холланд Кембл        |
| 2010      | ф   | 10 историй высоты                       | Ten Stories Tall                               | Сьюзен               |
| 2010      | с   | Герои                                   | Heroes                                         | Кейт Беннет          |
| 2010      | с   | Мемфис Бит                              | Memphis Beat                                   | Мелинда Коннор       |
| 2010      | с   | Обмани меня                             | Lie to me                                      | Кэндис Макаллистер   |
| 2011      | с   | Грейс                                   | Grace                                          | Шей-Грейс Девис      |
| 2011      | с   | Только правда                           | The Whole Truth                                | Доктор Кристи Тернер |
| 2011      | с   | Следствие по телу                       | Body of Proof                                  | Nina Wheeler         |
| 2011      | с   | Помнить всё                             | Unforgettable                                  | Росарио Санчес       |
| 2012      | кор | Возьми это                              | Take it                                        | Любовница            |
| 2012      | с   | C.S.I.: Место преступления Нью-Йорк     | CSI: NY                                        | Элейн Мур            |
| 2013      | с   | Месть                                   | Revenge                                        | Донна Карлайл        |
| 2013—2018 | с   | Фостеры                                 | The Fosters                                    | Лена Адамс           |
| 2014      | с   | Закон и порядок: Специальный корпус     | Law & Order: Special Victims Unit              | Сандра Воган         |
| 2015      | с   | Как избежать наказания за убийство      | How To Get Away With Murder                    | Таня Рэндольф        |
| 2015      | с   | Тайны Лауры                             | The Mysteries of Laura                         | Сесиль Бёрк          |
| 2016      | с   | Реанимация                              | Code Black                                     | Шона Джакобсон       |
| 2017      | ф   | Нож мясника первого удара               | First Strike Butcher Knife                     | Нева                 |
| 2018      | ф   | #SquadGoals                             | #SquadGoals                                    | Джейн Поп            |
| 2018      | с   | Библиотекари                            | The Librarians                                 | Карла                |
| 2019      | тф  | Я чей-то ребенок: История Реджины Луизы | I Am Somebody's Child: The Regina Louise Story | Регина Луиза         |
| 2019      | с   | Приятные хлопоты                        | Good Trouble                                   | Лена Адамс-Фостер    |
| 2019—2022 | с   | Розуэлл, Нью-Мексико                    | Roswell, New Mexico                            | Мими ДеЛука          |
| 2019      | с   | Агенты «Щ.И.Т.»                         | Agents of S.H.I.E.L.D.                         | Атара                |
| 2019      | с   | Лаймтаун                                | Limetown                                       | Джина Пури           |
| 2020      | с   | Лок и ключ                              | Locke & Key                                    | Элли Уэдон           |
| 2020      | тф  | О девушке                               | About a Girl                                   | Карен                |
| 2020—2021 | с   | Анатомия страсти                        | Grey's Anatomy                                 | Эллисон Робин Браун  |
| 2020      | с   | Кондор                                  | Condor                                         | Сенатор Трасс        |
| 2020      | с   | Книга силы II: Призрак                  | Power Book II: Ghost                           | Паула Матараззо      |
| 2022      | с   | Закон и порядок: Специальный корпус     | Law & Order: Special Victims Unit              | Кресс Гордон         |

## Номинации
- 1999 год — номинация Дневная премия «Эмми» в категории «Лучшая начинающая актриса второго плана в драматическом телесериале» «Любовь и тайны Сансет Бич»
- 2002 год — номинация Дневная премия «Эмми», специальная премия фанатов Fan Award в категории «Лучшая пара в телевизионном сериале» за роль в сериале «Одну жизнь прожить» совместно с Камаром Де Лос Рейс